# 坪倉康晴
坪倉 康晴（つぼくら こうせい、1997年1月7日 - ）は、日本の俳優。2020年1月に候補生より劇団番町ボーイズ☆のメンバーに加入。

## 人物
- 趣味は温泉めぐり、マラソン[1]。
- 特技はサッカー、バドミントン[1]。

## 出演

### 舞台

#### 劇団番町ボーイズ☆
- 劇団番町ボーイズ☆×10神ACTORコラボ公演 舞台『クローズZERO』（2019年5月 - 6月、パピヨン24ガスホール / ABCホール / 草月ホール）
- 劇団番町ボーイズ☆NEXT 第1回公演『壬生狼ヤングゼネレーション』（2019年8月、シアター風姿花伝） - 沖田総司 役[2]
- 劇団番町ボーイズ☆NEXT 第2回公演『ギブアップダンス!!!』（2021年2月、中目黒キンケロ・シアター） - ミック 役[3]
- 劇団番町ボーイズ☆第14回本公演『逃げろ、逃げるな。』（2022年3月、CBGKシブゲキ!!） - シンゴ 役[4]
- 劇団番町ボーイズ☆結成10周年記念公演『蚕は桑の夢を見る』（2024年7月25日 - 8月4日、CBGKシブゲキ!!） - 神原末葉 役[5]
- 劇団番町ボーイズ☆第15回本公演『祈蛸異聞』（2025年10月〈予定〉、Mixalive TOKYO Theater Mixa） - 主演・秋津小太郎 役[6]

#### 外部作品
- 『Starry☆Sky on STAGE』SEASON 2 〜星雪譚 ホシノユキタン〜（2020年1月、紀伊國屋サザンシアター TAKASHIMAYA） - 土萌羊 役[7]
- 舞台『レイルウェイ』〜Take Off〜（2020年6月、草月ホール） - 金子奏多 役[8]
- 富豪刑事 Balance:UNLIMITED The STAGE（2020年10月、品川プリンスホテル クラブeX） - 星野涼 役[9]
- ミュージカル『DREAM!ing』 - 志部谷幽 役
  - ミュージカル『DREAM!ing』（2020年12月、松下IMPホール / 2021年1月、大手町三井ホール）[10]
  - ミュージカル『DREAM!ing〜Rainy Days〜』（2022年7月、品川プリンスホテル ステラボール）[11]
  - ミュージカル『DREAM!ing～FUN!:C'est la vie～』（2024年3月、品川プリンスホテル ステラボール）
- 文学戯劇-宮沢賢治-『星紡ギの夜』（2021年4月、IMAホール）[12]
- 劇団山本屋 CUWT project vol.1.0『風を切れ2020』（2021年5月 - 6月、ラゾーナ川崎プラザソル）[13]
- 饗宴『夜鷹無限上昇』（2021年6月、DisGOONieS）
- アナタを幸せにする世界の伝説シリーズ・アナ伝vol2『霧の中のノスフェラトゥ〜ドラキュラ伝説〜』（2021年9月、シアターサンモール） - ミルチャ 役[14]
- 舞台『魔法使いの約束』- ネロ 役
  - 第2章（2021年11月、天王洲 銀河劇場）[15]
  - 第3章（2022年4月 - 5月、天王洲 銀河劇場 / アイプラザ豊橋 / 京都劇場）[16]
  - 祝祭シリーズPart1（2023年2月 - 3月、天王洲 銀河劇場）[17]
  - 祝祭シリーズPart2（2023年7月、天王洲 銀河劇場）[18]
  - エチュードシリーズpart1（2024年6月、天王洲 銀河劇場 / SkyシアターMBS）
  - エチュードシリーズ Part2（2024年11月 - 12月、天王洲 銀河劇場 / SkyシアターMBS）[19]
  - きみに花を、空に魔法を 前編（2025年9月 - 10月、天王洲 銀河劇場 / 箕面市立文化芸能劇場 大ホール）[20]
  - きみに花を、空に魔法を 後編（2026年）[20]
- ざんねん系おもタメミュージカル『ざんねんないきもの事典〜いきものたちの逆襲〜』（2022年8月、あうるすぽっと）[21]
- ミュージカル「Shuffle！〜まぜこぜ図書館『若草三銃士物語』〜」（2022年11月、天王洲 銀河劇場） - アラミス 役[22]
- クリスマス☆リーディングステージ『クリスマス・イブのおはなし』（2022年12月、新国立劇場小劇場）※日替わり出演[23]
- 舞台『おとぎ裁判 第4審』（2023年3月 - 4月、CBGKシブゲキ!!） - ダム 役
- 舞台『ブルーロック』（2023年5月、サンケイホールブリーゼ / サンシャイン劇場） - 二子一揮 役[24]
- 夏休み！オン・ステージ『ふしぎ駄菓子屋 銭天堂』（2023年8月、品川プリンスホテル クラブeX） - ぜにてんプレイヤーズ[25]
- ミュージカル『コードギアス 反逆のルルーシュ 正道に准ずる騎士』（2023年9月 - 10月、京都劇場 / サンシャイン劇場） - ギルバート・G・P・ギルフォード 役[26]
- ミラクル☆ステージ『サンリオ男子』 〜One More Time〜（2023年11月、東京） - 長谷川康太 役[27]
- 朗読×和楽器『天守物語』2023（2023年11月 - 12月、Mixalive TOKYO Theater Mixa） - 朱の盤坊 役[28]
- 明治モダン歌劇『恋花幕明録〜前日譚〜』（2024年2月、IMM THEATER / AiiA 2.5 Theater Kobe） - 桐野利秋 役[29]
- 舞台『東京リベンジャーズ』-天竺編-（2024年8月 - 9月、森ノ宮ピロティホール / IMM THEATER） - 九井一 役[30]
  - 舞台『東京リベンジャーズ』-The LAST LEAP-（2025年6月 - 7月、COOL JAPAN PARK OSAKA WWホール / KAAT神奈川芸術劇場 ホール） - 九井一 役[31]
- ミュージカル『燃ゆる暗闇にて』（2024年10月、サンシャイン劇場） - イグナシオ 役[32]
- MMJプロデュース公演『しばしとてこそ』（2025年2月 - 3月、新国立劇場 小劇場）[33]
- 舞台『青のミブロ』（2025年4月、EX THEATER ROPPONGI / 京都劇場） - ちりぬにお 役[34]

### ライブ
- ONE SONG LIVE 2023（2023年12月8日、ヒューリックホール東京）[35]
- 「4COLOURS LIVE 2024 -RE LOAD-」 （2024年12月9日、Zepp DiverCity）

### イベント
- 番町ボーイズ☆
  - 番ボ☆CHAN会員限定イベント（2019年9月15日）
  - 劇団番町ボーイズ☆ THANKS for 2019 LIVE（2019年12月22日、shibuya eggman）
  - 劇団番町ボーイズ☆ 2020年お疲れさまONLINE LIVE（2020年12月21日配信）
  - 劇団番町ボーイズ☆全員集合！2021年もありがとうLIVE（2021年12月6日、新宿BLAZE）
  - 劇団番町ボーイズ☆全員集合！2022年感謝祭LIVE（2022年12月27日、大手町三井ホール）※番町ボーイズ☆回
  - 劇団番町ボーイズ☆メモリアルイベント－X－（2023年3月27日、ヒューリックホール東京）
  - 劇団番町ボーイズ☆ショートコント劇「ばんぼぺんでんす・でぃ」（2023年7月18日、新宿FACE）
  - 劇団番町ボーイズ☆LIVE 2023～今年もみんなで騒いじゃお！～（2023年12月17日、品川ザ・グランドホール）
  - 『劇団番町ボーイズ☆LIVE 2024』～10周年、みんなでワイワイ締めくくろ!～（2024年12月30日、 I’M A SHOW ）
- 「Starry☆Sky on STAGE」Special配信イベント（2020年9月19日配信）
- 『Kosei Tsubokura 26th Birthday Event〜26歳の坪倉、開店記念日〜』（2023年1月7日、シダックスカルチャーホール）
- Kosei Tsubokura 27th Birthday Event～27歳開店記念、今年もたくさんの愛をください！～ (2024年1月7日、TOKYO FM HALL)
- Kosei Tsubokura 28th Birthday Event ～28歳開店記念、∞の愛を込めて～（2025年1月11日、 A&Hホール 、2025年1月13日、 CITY HALL&GALLERY GOTANDA ）
- ミラクル☆ステージ『サンリオ男子』FUN♡FAN♡MEETING Vol.3（2023年5月28日、サンリオピューロランド エンタテイメントホール） - 長谷川康太 役
- ミュージカル『DREAM!ing〜After Party〜』（2025年8月9日、ニッショーホール） - 志部谷幽 役[36]
- ACTORS☆LEAGUE in Futsal 2025（2025年10月7日〈予定〉、東京体育館 メインアリーナ）[37]

### ドラマ
- あの界隈を恋愛ドラマにしたら…不覚にもキュンときた14話・15話（2022年11月5日・12日、中京テレビ[38][39]
- シンデレラはオンライン中！ 第1話（2021年1月12日、フジテレビ）[40]

### 映画
- タクミくんシリーズ『長い長い物語の始まりの朝。』（2023年5月27日公開、ビデオプラニング） - 鈴木健志 役[41]

### テレビアニメ
- UniteUp!（2023年 - 2025年、若桜潤[42]） - 2シリーズ[一覧 1]

### 配信ドラマ
- ブルースカイコンプレックス（2023年2月27日 - 、360Channel） - 寺島夏生 役[43]

### 配信番組
- ONE SONG -僕らを繋げた音-（2023年10月21日 - 11月11日、Hulu）[35]

## 書籍
- フォトブック『二次元転生』（2021年）[44]
- 白シャツ男子×劇団番町ボーイズ☆（2022年2月）[45]
- 坪倉康晴のst写真集『夢幻』（2025年7月14日発売予定、東京ニュース通信社）[46]

### シリーズ一覧
1. ↑  第1期（2023年）、第2期『-Uni:Birth-』（2025年）